# Przeździęk Mały
Przeździęk Mały (deutsch Klein Dankheim, bis 1900: Klein Przesdzienk) ist ein Dorf in der polnischen Woiwodschaft Ermland-Masuren. Es gehört zur Gmina Wielbark (Stadt- und Landgemeinde Willenberg) im Powiat Szczycieński (Kreis Ortelsburg).

## Geographische Lage
Przeździęk Mały liegt in der südlichen Mitte der Woiwodschaft Ermland-Masuren, 23 Kilometer südwestlich der Kreisstadt Szczytno (deutsch Ortelsburg).

## Geschichte
Klein Przesdzienk ist 1686 gegründet worden. In der am 15. Juni jenes Jahres ausgestellten Handfeste erhielt der Aschebrenner Philipp Polewatz „einen Ort Wildnisland, 'Rudziska' genannt“. 1781 allerdings wurden die Vermögensverhältnisse der Schatullbauern hier als „dürftig“ bezeichnet. Erst in der Mitte des 19. Jahrhunderts kam es zu einer wirtschaftlichen Aufwärtsentwicklung.
Im Jahre 1874 wurde Klein Przesdzienk in den neu errichteten Amtsbezirk Groß Przesdzienk (polnisch Przeździęk Wielki) eingegliedert, der – 1907 in „Amtsbezirk Groß Dankheim“ umbenannt – bis 1945 bestand und zum ostpreußischen Kreis Ortelsburg gehörte.
Am 3. Oktober 1900 wurde Klein Przesdzienk in „Klein Dankheim“ umbenannt. 1910 betrug die Zahl der Einwohner 315, Sie belief sich 1933 auf 268 und 1939 auf 265.
Aufgrund der Bestimmungen des Versailler Vertrags stimmte die Bevölkerung in den Volksabstimmungen in Ost- und Westpreussen am 11. Juli 1920 über die weitere staatliche Zugehörigkeit zu Ostpreußen (und damit zu Deutschland) oder den Anschluss an Polen ab. In Klein Dankheim stimmten 243 Einwohner für den Verbleib bei Ostpreußen, auf Polen entfielen keine Stimmen.
1945 kam Klein Dankheim in Kriegsfolge mit dem gesamten südlichen Ostpreußen zu Polen und erhielt die polnische Namensform „Przeździęk Mały“. Heute ist das Dorf Sitz eines Schulzenamtes (polnisch Sołectwo) und eine Ortschaft im Verbund der Gmina Wielbark (Stadt- und Landgemeinde Willenberg) im Powiat Szczycieński (Kreis Ortelsburg), bis 1998 der Woiwodschaft Olsztyn, seither der Woiwodschaft Ermland-Masuren zugehörig. Im Jahre 2011 zählte das Dorf 70 Einwohner.

## Kirche
Bis 1945 war Klein Dankheim kirchlich nach Willenberg (polnisch Wielbark) orientiert: zur evangelischen Kirche in der Kirchenprovinz Ostpreußen der Kirche der Altpreußischen Union sowie zur dortigen römisch-katholischen Pfarrkirche im Bistum Ermland. Der Bezug der Katholiken zu Wielbark gilt auch heute. Die evangelischen Einwohner allerdings gehören jetzt zur Pfarrei in Szczytno in der Diözese Masuren der Evangelisch-Augsburgischen Kirche in Polen.

## Schule
Die Dorfschule in Klein Przesdzienk/Klein Dankheim war eine Gründung Friedrich Wilhelms III.

## Verkehr
Przeździęk Mały ist von der Woiwodschaftsstraße 604 von Przeździęk Wielki aus auf einer Nebenstraße zu erreichen, die bis zur verwaisten Ortsstelle von Chwalibogi (Kannwiesen) führt. Przeździęk Wielki ist auch die nächste Bahnstation und liegt an der – derzeit nicht regulär befahrenen – PKP-Bahnstrecke Nidzica–Wielbark Nr. 225.